# Anelaphus rusticus
Anelaphus rusticus là một loài bọ cánh cứng trong họ Cerambycidae.